# 孟翔
孟翔（1983年11月11日—），本名王柏翔，臺灣男演員，香港著名演员孟飛的兒子。出生於台北市，畢業於台北教大社教系。目前將重心往戲劇發展，並接演如《艋舺的女人》、《蘇足》、《美麗的願望》、《牡丹花開》等多部電視劇作品。

## 演藝生涯
2008年，參加由利菁主持的台灣綜藝節目《麻辣天后宫》而受矚目。決定進入演藝圈後，他除歌舞訓練，戲劇、肢體表現更找名師郎祖筠指導，不想被定位是“奶油小生”，積極在健身房操練身材。
2009年，參加公視招牌青少年戲劇《我的這一班》，在劇中飾演美術老師。他說：「為了揣摩角色，老爸真的幫了不少忙。原來，爸爸孟飛為了兒子出道後的戲劇處女作，緊張而慎重地帶著孟翔到美術班，讓他觀察美術老師上課時的狀況與神態。甚至還在記者會前認真的叮嚀他：『最重要的是笑容可掬。』」
2014年，在台視八點檔時段《艋舺的女人》飾演家明。更到中國大陸以助陣嘉賓的身份登上浙江衛視綜藝節目《我不是明星》的舞台，與參賽選手湯鎮宗的女兒湯洛雯合唱了一首甜蜜的《今天我要嫁给你》。
2015年，參加浙江衛視綜藝節目《我不是明星》，並且被廣大中國大陸觀眾所熟知。
在節目中孟翔在現場爆料自己小時候的生活其實比較辛苦，因為父母離婚後，母親獨自一個人照顧哥哥和他，很多時候都過得不盡如人意。
高三那年，我在妈妈的建議下報考藝術學校，1,000個人裡面選8個，最後我考上了，但是後來看到媽媽為了我去找親戚借錢交學费，我就说：「我不想念了。」最後半工半讀學了其他專業。之後，孟翔做過各種各樣的工作，還曾在工廠裡做過工人，有一次在手機工廠的流水線當組裝工人，下班後在便利商店門口看見趙又廷的人形立牌，我盯著這個立牌看了10分鐘，心裡五味雜陳。
2016年，參與大愛電視《蘇足》男主角。2017年，拍攝公益電影《美麗的願望》與周嘉麗、王燦一起擔綱主角，推動「愛要及時」才不會有遺憾。同年，拍攝台視《牡丹花開》。
2020年，与父亲孟飛共同出演網路劇《頭等艙的情人》。

## 電視劇
| 年份   | 頻道       | 劇名             | 飾演               |
| ------ | ---------- | ---------------- | ------------------ |
| 2009年 | 公視       | 《我的這一班》   | 王孟翔（美術老師） |
| 2014年 | 台視       | 《艋舺的女人》   | 劉家明             |
| 2016年 | 大愛電視台 | 《蘇足》         | 林三（青年）       |
| 2017年 | 台視       | 《牡丹花開》     | 進龍               |
| 2020年 | 網路劇     | 《頭等艙的情人》 |                    |

## 微電影
| 年份   | 片名           | 飾演   |
| ------ | -------------- | ------ |
| 2017年 | 《美麗的願望》 | 王明達 |

## 長篇電影
| 年份   | 片名           | 飾演     |
| ------ | -------------- | -------- |
| 2022年 | 《青春換日線》 | 英文老師 |

## 綜藝節目
| 年份   | 頻道       | 節目                 |
| ------ | ---------- | -------------------- |
| 2008年 | 衛視中文台 | 《麻辣天后宫》       |
| 2015年 | 浙江衛視   | 《我不是明星》第六季 |

## 外部連結
- 孟翔 Bryan的Facebook專頁
- 台灣孟翔的新浪微博